# 보츠-모건 분류
보츠-모건 분류(영어: Bautz-Morgan Classification)는 형태에 근거하여 은하단을 분류하기 위해 1970년 로라 P. 보츠와 윌리엄 윌슨 모건에 의해 만들어진 분류다. 분류는 I, II, III 이 세가지 주요 유형으로 나뉜다. 중간형(I-II, II-III) 역시 존재한다. 유형 IV 역시 처음에 고려되었지만, 나중에 최종 논문이 발표되기 전에 수정되었다.

## 유형
- 유형 I 은하단은 에이벨 2029와 에이벨 2199와 같이 밝고 거대하고 매우 무거운 cD형 은하에 의해 지배된다.

- 유형 II 은하단은 밝기가 은하단과 관계된 타원 은하를 포함하고 있다. 유형 I과 유형 III의 중간형으로, 머리털자리 은하단이 대표적인 예이다.

- 유형 III 은하단은 처녀자리 은하단과 같이 주목할만한 은하가 없다.
  - 유형 IIIE 거대 나선 은하를 많이 포함하지 않는다.
  - 유형 IIIS 거대 나선 은하를 많이 포함하고 있다.

- 삭제된 유형 IV는 밝은 구성원이 대부분 나선 은하인 은하단이었다.

## 예
|  | 예                | 유형        | 특이사항 |
|  | ----------------- | ----------- | -------- |
|  | 에이벨 2029       | 유형 I      |          |
|  |                   | 유형 I-II   |          |
|  | 머리털자리 은하단 | 유형 II     |          |
|  |                   | 유형 II-III |          |
|  | 처녀자리 은하단   | 유형 III    |          |
|  |                   | 유형 IIIS   |          |
|  |                   | 유형 IIIE   |          |

## 같이 보기
- 행성의 분류
- 항성 분류
- AGN 분류
- 은하 형태 분류